# Kaaistraat
De Kaaistraat is een winkelstraat in Steenbergen, in de Nederlandse provincie Noord-Brabant. Het verlengde ervan heet Grote Kerkstraat. Samen met de Blauwstraat en de Markt vormt de Kaaistraat een van de belangrijkste winkelstraten van Steenbergen. De straat dateert uit de middeleeuwen en loopt door het midden van de stad, van de Kaaipoort tot de Witte Kerk.
De Kaaistraat werd vroeger Bredestraat genoemd (blijkens een vermelding in 1435), maar ook de naam Kastraat is uit die periode bekend. Tegenwoordig begint de straat bij de Steenbergse haven, en buigt vanaf de kruising met de N257, die ter plaatse de naam Kaai heeft, het centrum van Steenbergen in. Op de Kaaistraat komen verschillende steegjes uit, de Kromme Elleboog, de Poststraat, de Geert Vinckestraat, de Lelystraat, het Vlooienstraatje, de Klaverstraat, de Pompstraat en de Zonnestraat. Vanaf de kruising met de Markt en de Blauwstraat verandert de naam in Grote Kerkstraat, tot aan het plein waar in de middeleeuwen de oude kerk stond.
Aan de Kaaistraat staan verschillende historische panden, waaronder het Oude Stadhuis van Steenbergen, restaurants en zo'n 50 winkelpanden. De Kaaistraat is beperkt toegankelijk voor auto's, er geldt eenrichtingsverkeer.